# Kazuhisa Kōno
Kazuhisa Kōno (河野 和久?, Kōno Kazuhisa; Prefettura di Hiroshima, 30 dicembre 1950) è un ex calciatore giapponese, di ruolo difensore.

## Statistiche

### Presenze e reti nei club
| Stagione | Squadra             | Campionato | Campionato | Campionato |
| Stagione | Squadra             | Comp       | Pres       | Reti       |
| -------- | ------------------- | ---------- | ---------- | ---------- |
| 1969     | Hitachi Head Office | JSL        | 2          | 0          |
| 1970     | Hitachi Head Office | JSL        | 0          | 0          |
| 1971     | Hitachi             | JSL        | 4          | 0          |
| 1972     | Hitachi             | JSL1       | 1          | 0          |
| 1973     | Hitachi             | JSL1       | 18         | 0          |
| 1974     | Hitachi             | JSL1       | 11         | 0          |
| 1975     | Hitachi             | JSL1       | 18         | 0          |
| 1976     | Hitachi             | JSL1       | 14         | 0          |
| 1977     | Hitachi             | JSL1       | 17         | 0          |
| 1978     | Hitachi             | JSL1       | 12         | 0          |
| 1979     | Hitachi             | JSL1       | 8          | 0          |
| 1980     | Hitachi             | JSL1       | 8          | 0          |
|          | Totale              |            | 113        | 0          |